# کامرون پین
کامرون پین (انگلیسی: Cameron Payne؛ زادهٔ ۸ اوت ۱۹۹۴) بازیکن بسکتبال اهل ایالات متحده آمریکا است.

## حرفه
از باشگاه‌هایی که در آن بازی کرده‌است می‌توان به اکلاهما سیتی تاندر اشاره کرد.